# Фирт
Фирт (њем. Fürth) град је у њемачкој савезној држави Баварској.

## Историја
По први пут се помиње 1007. када је Хајнрих II Свети бискупији из Бамберга доделио имања у Фирту. Фирт је добио право одржавања велесајма, али та привилегија је касније за време Хајнриха III прешла на Нирнберг. Град је неколико вјекова био у вазалном положају према бискупији из Бамберга, кнежевини Анзбах или граду Нирнбергу. За време Тридесетогодишњега рата био је готово потпуно спаљен. Прва њемачка жељезница отворена је 1835. између Фирта и Нирнберга.

## Географски и демографски подаци
Општина се налази на надморској висини од 295 метара. Површина општине износи 63,4 km². У самом мјесту је, према процјени из 2010. године, живјело 114.071 становника. Просјечна густина становништва износи 1.801 становника/km². Посједује регионалну шифру (AGS) 9563000.

## Међународна сарадња
| Мјесто      | Држава               | Врста сарадње | Од    |
| ----------- | -------------------- | ------------- | ----- |
| Ксилокастро | Грчка                | пријатељство  | 2001. |
| Мармарис    | Турска               | партнерство   | 1995. |
| Ренфрушир   | Уједињено Краљевство | партнерство   | 1969. |
| Лимож       | Француска            | партнерство   | 1992. |
| Извор       |                      |               |       |